# Eric Namesnik
Eric John Namesnik (Butler (Pennsylvania), 7 augustus 1970 – Ypsilanti (Michigan), 11 januari 2006) was een internationaal topzwemmer uit de Verenigde Staten, die zowel in 1992 als in 1996 de zilveren medaille won op de 400 meter wisselslag bij de Olympische Spelen. Hij werd verslagen door respectievelijk Tamás Darnyi en Tom Dolan.
Namesnik, bijgenaamd Snik, was als zwemmer verbonden aan The University of Michigan in Ann Arbor, waar ook de Nederlander Marcel Wouda bijna drie jaar (1992-1995) trainde en studeerde. Na zijn actieve zwemcarrière trad hij in dienst als trainer-coach bij diezelfde universiteit, als rechterhand van hoofdcoach Jon Urbanchek. Namesnik was getrouwd met een voormalig zwemster uit Nederland, Kirsten Silvester.
Namesnik overleed op 11 januari 2006 ten gevolge van een auto-ongeluk op 7 januari 2006.